# Frontoklipeus
Frontoklipeus (łac. frontoclypeus, l.mn. frontoclypei) – skleryt puszki głowowej stawonogów z gromady owadów, powstający w wyniku zrośnięcia się czoła z nadustkiem.
W podstawowym planie budowy owadów czoło i nadustek stanowią osobne części twarzy, oddzielone od siebie szwem epistomalnym (czołowo-nadustkowym). Tworzony przez nie region określa się powierzchnią frontoklipealną (łac. area frontoclypealis). Szew czołowo-nadustkowy jest szwem rzekomym, a zlanie się czoła i nadustka polega na jego zaniku. Frontoklipeus może być w częściach górno-bocznych oddzielony od przedniej części ciemienia szwem czołowym (ramionami szwu epikranialnego), czasem z poziomym odcinkiem zwanym szwem transfrontalnym (łac. sutura transfrontalis) lub z odcinkami przednimi zwanymi szwami nadustkowo-ciemieniowymi (łac. sutura clypeoverticalis). Typowo frontoklipeus ma krawędź nasadową (łac. clavus frontoclypealis basalis, clavus frontoclypealis posterior), krawędzie boczne (łac. clavus frontoclypealis lateralis) i wierzchołkową (łac. clavus frontoclypealis apicalis, clavus frontoclypealis anterior). Boczne części frontoklipeusa wykształcone mogą być w blaszkowate płytki (łac. lamina frontoclypealis, staroang. frontoclypeal plate).
Na powierzchni frontoklipeusa znajdować się może podłużny kil zwany listewką frontoklipealną (łac. carina frontoclypealis). W dolnej części frontoklipeusa leży niekiedy kilowata, zwykle półokrągła wyniosłość zwana koroną frontoklipealną (łac. corona frontoclypealis). Na powierzchni frontoklipeusa może znajdować się szeroka i płytka bruzda frontoklipealna (łac. fossa frontoclypealis) o przebiegu podłużnym (łac. fossa frontoclypealis longitudinalis) lub poprzecznym  (łac. fossa frontoclypealis transversalis) lub dwie bruzdy – nasadowa (łac. fossa frontoclypealis basalis) i wierzchołkowa (łac. fossa frontoclypealis apicalis). Powierzchnia frontoklipeusa dawać może również wypustki w formie wyrostków frontoklipealnych (łac. processus frontoclypealis) lub płatów frontoklipealnych (łac. lobus frontoclypealis).
Za unerwienie rejonu frontoklipealnego odpowiada nerw frontoklipealny (łac. nervus frontoclypealis) wychodzący z górnowargowego pnia nerwowego.